# Tuyến Depot Byeongjeom
Tuyến Depot Byeongjeom là một tuyến nhánh tàu điện ngầm được điều hành bởi Tàu điện ngầm vùng thủ đô Seoul, Hàn Quốc. Nó là một phần của Tuyến 1 của Tàu điện ngầm Seoul.

## Lịch sử
- 30 tháng 4 năm 2003: Khai trương Depot Byeongjeom
- 26 tháng 1 năm 2010: Khai trương ga Seodongtan
- 17 tháng 4 năm 2019: Thay đổi thành 30206 theo thay đổi số tuyến đường sắt[2]

## Ga
| Số ga                              | Tên ga           | Tên ga   | Tên ga   | Chuyển tuyến                       | Khoảng cách | Tổng khoảng cách | Vị trí      | Vị trí      |
| Số ga                              | Tiếng Việt       | Hangul   | Hanja    | Chuyển tuyến                       | Khoảng cách | Tổng khoảng cách | Vị trí      | Vị trí      |
| ---------------------------------- | ---------------- | -------- | -------- | ---------------------------------- | ----------- | ---------------- | ----------- | ----------- |
| ↑ Tuyến Gyeongbu Hướng đi Ga Seryu |                  |          |          |                                    |             |                  |             |             |
| P157                               | Byeongjeom       | 병점     | 餠店     | Tuyến Gyeongbu Hướng đi (Sinchang) | 0.0         | 0.0              | Gyeonggi-do | Hwaseong-si |
|                                    | Depot Byeongjeom | 병점기지 | 餠店基地 |                                    | 1.4         | 1.4              | Gyeonggi-do | Hwaseong-si |
| P157-1                             | Seodongtan       | 서동탄   | 西東灘   |                                    | 0.8         | 2.2              | Gyeonggi-do | Osan-si     |